# Echte Meisjes
Echte Meisjes (wörtlich: „echte Mädchen“) ist ein niederländisches Reality-Show-Format, das von Eyeworks kreiert und von dem bisher drei Staffeln mit 28 Folgen ausgestrahlt wurden.

## Übersicht
Die 1. Staffel lief vom 24. März bis zum 26. Mai 2011 auf RTL 5 in den Niederlanden als Echte Meisjes in de Jungle. Eine 2. Staffel wurde vom 15. März bis zum 17. Mai 2012 in den Niederlanden als Echte Meisjes Op Zoek Naar Zichzelf ausgestrahlt. Die 3. Staffel wurde vom 5. März bis 23. April 2013 unter dem Titel Echte Meisjes op de Prairie gesendet.
Die internationale Vermarktung des Formats läuft unter dem Titel Reality Queens of the Jungle.
Das Format Reality Queens in the Jungle wurde von Pro Sieben lizenziert und wird ab 22. August 2013 in Deutschland als Reality Queens auf Safari ausgestrahlt.

## 1. Staffel: Echte Meisjes In De Jungle
In der ersten Staffel reisten zehn Frauen für vier Wochen durch den Dschungel von Surinam, wo sie verschiedene Aufgaben erfüllen mussten. Die Siegerin konnte bis zu 50.000 Euro gewinnen. Quintis Ristie moderierte die Sendung und instruierte die Darstellerinnen. Britt Dekker gewann 30.000 €. Zweitplatzierte war Leslie Keijzer.
Teilnehmer
| Platz | Name              | Alter | Sendung                 | Team             | Ausgeschieden nach |
| ----- | ----------------- | ----- | ----------------------- | ---------------- | ------------------ |
| 1     | Britt Dekker      | 18    | Take Me Out             | Sranang Sweeties |                    |
| 2     | Leslie Keijzer    | 20    | Echte Gooische Meisjes  | Sranang Sweeties | Aufgabe 10         |
| 3/4   | Nadia Derbane     | 25    | De Gouden Kooi          | Brokopondo Babes | Aufgabe 10         |
| 3/4   | Pauline Wingelaar | 25    | Echte Gooische Meisjes  | Brokopondo Babes | Aufgabe 10         |
| 5/6   | Anna Jonckers     | 25    | Dames in de Dop         | Brokopondo Babes | Aufgabe 9          |
| 5/6   | Michella Kox      | 30    | Dames in de Dop         | Sranang Sweeties | Aufgabe 9          |
| 7     | Ymke Wieringa     | 21    | Take Me Out             | Sranang Sweeties | Aufgabe 8          |
| 8     | Adinda Kennedy    | 18    | Benelux' Next Top Model | Sranang Sweeties | Aufgabe 5          |
| 9     | Jaëlle Leclerc    | 21    | Benelux' Next Top Model | Brokopondo Babes | Aufgabe 4          |
| 10    | Amanda Balk       | 23    | De Gouden Kooi          | Sranang Sweeties | Aufgabe 3          |

### Zusammenfassung
|                | Sranang Sweeties | Sranang Sweeties | Sranang Sweeties     |        |                | Brokopondo Babes   | Brokopondo Babes | Brokopondo Babes |
| -------------- | ---------------- | ---------------- | -------------------- | ------ | -------------- | ------------------ | ---------------- | ---------------- |
| Aufgabe:       | 3                | 5                | 9                    |        | Aufgabe:       | 4                  | 8                | 9                |
| Ausgeschieden: | Amanda aufgehört | Adinda aufgehört | Michella 2/3 Stimmen |        | Ausgeschieden: | Jaëlle 3/5 Stimmen | Ymke aufgehört   | Anna 2/3 Stimmen |
| Stimmen        | Stimme           | Stimme           | Stimme               | Stimme | Stimme         | Stimme             | Stimme           | Stimme           |
| Britt          | -                | -                | Michella             |        | Nadia          | Jaëlle             | -                | Anna             |
| Leslie         | -                | -                | Michella             |        | Pauline        | Jaëlle             | -                | Anna             |
| Michella       | -                | -                | Leslie               |        | Anna           | Jaëlle             | -                | Pauline          |
| Adinda         | -                |                  |                      |        | Ymke           | Nadia              |                  |                  |
| Amanda         |                  |                  |                      |        | Jaëlle         | Anna               |                  |                  |

## 2. Staffel: Echte Meisjes Op Zoek Naar Zichzelf
Echte Meisjes Op Zoek Naar Zichzelf war die Fortsetzung von Echte Meisjes In De Jungle und wurde vom 15. März bis zum 17. Mai 2012 ebenfalls auf RTL 5 ausgestrahlt. Britt Dekker, die Gewinnerin der ersten Staffel, sollte ihren Titel gegen andere Teilnehmerinnen aus verschiedenen Reality-Shows verteidigen. Echte Meisjes Op Zoek Naar Zichzelf wurde in Nepal gedreht und von Ad Visser moderiert. Priscilla van der Meer gewann 27.500 Euro. Zweite wurde Roos van Gelder.
Teilnehmerinnen
| Platz | Name                   | Alter | Sendung                     | Team    | Ausgeschieden nach |
| ----- | ---------------------- | ----- | --------------------------- | ------- | ------------------ |
| 1     | Priscilla van der Meer | 26    | Beauty & de Nerd            | Ganesha |                    |
| 2     | Roos van Gelder        | 22    | Oh Oh Cherso en Oh Oh Tirol | Ganesha | Aufgabe 10         |
| 3     | Bibi Breijman          | 20    | Oh Oh Cherso en Oh Oh Tirol | Ganesha | Aufgabe 10         |
| 4/5/6 | Britt Davids           | 20    | New Chicks                  | Shiva   | Aufgabe 9          |
| 4/5/6 | Daniëlla Merringer     | 28    | Beauty & de Nerd            | Shiva   | Aufgabe 9          |
| 4/5/6 | Tessa Kort             | 19    | Benelux' Next Top Model     | Shiva   | Aufgabe 9          |
| 7/8   | Renée Trompert         | 23    | Benelux' Next Top Model     | Shiva   | Aufgabe 9          |
| 7/8   | Maria Visbeen          | 33    | Take Me Out                 | Ganesha | Aufgabe 9          |
| 9/10  | Jenna                  | 21    | Dames en Heren in de Dop    | Shiva   | Aufgabe 5          |
| 9/10  | Britt Dekker           | 19    | Take Me Out                 | Ganesha | Aufgabe 5          |

### Zusammenfassung
|                | Team Ganesha    | Team Ganesha      |      |                | Team Shiva      | Team Shiva        |
| -------------- | --------------- | ----------------- | ---- | -------------- | --------------- | ----------------- |
| Aufgabe:       | 5               | 9                 |      | Aufgabe:       | 5               | 9                 |
| Ausgeschieden: | Britt von Maria | Maria 3/4 Stimmen |      | Ausgeschieden: | Jenna von Renée | Renée 3/4 Stimmen |
| Stimmen        | Stem            | Stem              | Stem | Stem           | Stem            | Stem              |
| Bibi           | Maria           | Maria             |      | Britt          | Renée           | Renée             |
| Priscilla      | Maria           | Maria             |      | Daniëlla       | Renée           | Renée             |
| Roos           | Maria           | Maria             |      | Tessa          | Renée           | Renée             |
| Maria          | Britt           | Roos              |      | Renée          | Jenna           | Daniëlla          |
| Britt          | Maria           |                   |      | Jenna          | Renée           |                   |

## 3. Staffel: Echte Meisjes & Jongens? op de Prairie
Echte Meisjes op de Prairie war die dritte Staffel von Echte Meisjes. Sie wurde vom 5. März bis zum April 2013 auf RTL 5 ausgestrahlt und bestand aus acht Episoden. Echte Meisjes op de Prairie spielte in Utah in den USA und wurde von Patty Brard moderiert. Im Gegensatz zu den ersten Staffeln nahmen nicht nur Frauen, sondern auch fünf Männer teil.
Aufgeteilt in zwei Teams traten die Kandidaten wöchentlich in einer Reihe von Aufgaben gegeneinander an, damit festgestellt werden konnte, wer in Luxus und wer in Wildheit lebte. Der Sieger konnte bis zu 40.000 Euro gewinnen.